# Тукан червонодзьобий
Тукан червонодзьобий (Ramphastos tucanus) — вид дятлоподібних птахів родини туканових (Ramphastidae).

## Поширення
Вид поширений у Венесуелі, Гвіані, на півночі Бразилії і Болівії. Мешкає у тропічному вологому лісі.

## Опис
Великий тукан, завдовжки 53-61 см, вага в середньому становить 600 г. Довжина дзьоба від 14 до 18 см; у самиці дзьоб коротший, ніж у самця. Обидві статі з чорним оперенням на верхній частині і з жовтуватим або білим надхвістям. Груди і горло білі, облямовані знизу вузькою червоною лінією. Дзьоб червоний з зеленою і жовтою смужкою на кульмені, жовтою основа зверху, синьою основою знизу з тонкою чорною смугою. Обличчя зелене або синє.

## Спосіб життя
Трапляється невеликими зграями або парами. Живиться фруктами, але також поїдає комах, ящірок, яйця та дрібних птахів. Гніздо облаштовує у дуплі. Самиця відкладає 2–4 білі яйця. Інкубація триває 14–15 днів.

## Підвиди
Включає три підвиди:
- R. t. tucanus Linnaeus, 1758 — на південному сході Венесуели, у Гвіані і північній Бразилії.
- R. t. cuvieri Wagler, 1827 — у верхній Амазонії від західної Венесуели до північної Болівії.
- R. t. inca Gould, 1846 — в північній і центральній Болівії.